# Eberhard Quensel (landskamrerare)
Eberhard Quensel, född den 15 september 1782 i Ausås socken, död den 3 november 1859 i Malmö, var en svensk jurist och ämbetsman. Han var son till prosten Jacob Quensel, far till justitierådet Jacob Quensel och bankdirektören Johan Ulrik Quensel och farfar till professor Oscar Quensel.
Quensel blev student vid Lunds universitet 1790 och avlade juridisk examen där 1798. Han fick därefter anställning vid landskontoret i Malmö, där han blev länsbokhållare 1801 och var ordinarie landskamrerare 1824–1855, från 1828 med kammarrättsråds namn, heder och värdighet. Quensel var därjämte syssloman vid Malmö hospital 1807–1824 och 1817–1831 skattmästare i Malmöhus läns hushållningssällskap. Liksom fadern och brodern Conrad var han mycket intresserad av naturvetenskap. I sitt hem byggde han upp ett kuriosakabinett och han var även av männen bakom grundandet av Malmö naturhistoriska museum. Quensel vilar på Gamla begravningsplatsen i Malmö.